# Vòng loại Giải vô địch bóng đá thế giới 2022 – Khu vực châu Âu (Bảng E)
Bảng E là 1 trong 10 bảng đấu tại vòng loại World Cup khu vực châu Âu, đóng vai trò xác định những đội giành quyền dự vòng chung kết World Cup 2022 ở Qatar. Bảng E gồm có 5 đội: Bỉ, Wales, Cộng hòa Séc, Belarus và Estonia. Các đội sẽ thi đấu vòng tròn 2 lượt sân nhà - sân khách.
Đội nhất bảng sẽ giành vé trực tiếp đến World Cup 2022, trong khi đội nhì bảng sẽ giành quyền dự vòng 2 (play-offs).

## Bảng xếp hạng
| VT | Đội          | ST | T | H | B | BT | BB | HS  | Đ  | Giành quyền tham dự                                |     | Bỉ  | Wales | Cộng hòa Séc | Estonia | Belarus |
| -- | ------------ | -- | - | - | - | -- | -- | --- | -- | -------------------------------------------------- | --- | --- | ----- | ------------ | ------- | ------- |
| 1  | Bỉ           | 8  | 6 | 2 | 0 | 25 | 6  | +19 | 20 | FIFA World Cup 2022                                |     |     | 3–1   | 3–0          | 3–1     | 8–0     |
| 2  | Wales        | 8  | 4 | 3 | 1 | 14 | 9  | +5  | 15 | Vòng 2                                             |     | 1–1 |       | 1–0          | 0–0     | 5–1     |
| 3  | Cộng hòa Séc | 8  | 4 | 2 | 2 | 14 | 9  | +5  | 14 | Vòng 2 dựa theo thành tích tại UEFA Nations League |     | 1–1 | 2–2   |              | 2–0     | 1–0     |
| 4  | Estonia      | 8  | 1 | 1 | 6 | 9  | 21 | −12 | 4  |                                                    |     | 2–5 | 0–1   | 2–6          |         | 2–0     |
| 5  | Belarus      | 8  | 1 | 0 | 7 | 7  | 24 | −17 | 3  |                                                    | 0–1 | 2–3 | 0–2   | 4–2          |         |         |

## Các trận đấu
Lịch thi đấu được công bố bởi UEFA vào ngày 8 tháng 12 năm 2020, một ngày sau khi bốc thăm. Giờ hiển thị là giờ châu Âu/giờ mùa hè châu Âu, được liệt kê bởi UEFA (giờ địa phương, nếu có sự khác biệt, sẽ được hiển thị trong ngoặc đơn).
| Bỉ                                                | 3–1                         | Wales        |
| ------------------------------------------------- | --------------------------- | ------------ |
| - De Bruyne 22' - Hazard 28' - Lukaku 72' (ph.đ.) | Report (FIFA) Report (UEFA) | - Wilson 11' |

| Estonia                    | 2–6                         | Cộng hòa Séc                                                 |
| -------------------------- | --------------------------- | ------------------------------------------------------------ |
| - Sappinen 12' - Anier 86' | Report (FIFA) Report (UEFA) | - Schick 18' - Barák 27' - Souček 32', 43', 48' - Jankto 56' |

| Belarus                                                    | 4–2                         | Estonia          |
| ---------------------------------------------------------- | --------------------------- | ---------------- |
| - Lisakovich 45' (ph.đ.), 83' - Kendysh 64' - Savitski 81' | Report (FIFA) Report (UEFA) | - Anier 31', 55' |

| Cộng hòa Séc | 1–1                         | Bỉ           |
| ------------ | --------------------------- | ------------ |
| - Provod 50' | Report (FIFA) Report (UEFA) | - Lukaku 60' |

| Bỉ                                                                                          | 8–0                         | Belarus |
| ------------------------------------------------------------------------------------------- | --------------------------- | ------- |
| - Batshuayi 14' - Vanaken 17', 89' - Trossard 38', 76' - Doku 42' - Praet 49' - Benteke 70' | Report (FIFA) Report (UEFA) |         |

| Wales       | 1–0                         | Cộng hòa Séc |
| ----------- | --------------------------- | ------------ |
| - James 82' | Report (FIFA) Report (UEFA) |              |

| Cộng hòa Séc | 1–0                         | Belarus |
| ------------ | --------------------------- | ------- |
| - Barák 34'  | Report (FIFA) Report (UEFA) |         |

| Estonia               | 2–5                         | Bỉ                                                       |
| --------------------- | --------------------------- | -------------------------------------------------------- |
| - Käit 2' - Sorga 83' | Report (FIFA) Report (UEFA) | - Vanaken 22' - Lukaku 29', 52' - Witsel 65' - Foket 76' |

| Belarus                                 | 2–3                         | Wales                                 |
| --------------------------------------- | --------------------------- | ------------------------------------- |
| - V. Lisakovich 29' (ph.đ.) - Sedko 31' | Report (FIFA) Report (UEFA) | - Bale 6' (ph.đ.), 69' (ph.đ.), 90+3' |

| Bỉ                                             | 3–0                         | Cộng hòa Séc |
| ---------------------------------------------- | --------------------------- | ------------ |
| - Lukaku 8' - E. Hazard 41' - Saelemaekers 65' | Report (FIFA) Report (UEFA) |              |

| Belarus | 0–1                         | Bỉ          |
| ------- | --------------------------- | ----------- |
|         | Report (FIFA) Report (UEFA) | - Praet 33' |

| Wales | 0–0                         | Estonia |
| ----- | --------------------------- | ------- |
|       | Report (FIFA) Report (UEFA) |         |

| Cộng hòa Séc                  | 2–2                         | Wales                    |
| ----------------------------- | --------------------------- | ------------------------ |
| - Pešek 38' - Ward 49' (l.n.) | Report (FIFA) Report (UEFA) | - Ramsey 36' - James 69' |

| Estonia                    | 2–0                         | Belarus |
| -------------------------- | --------------------------- | ------- |
| - Sorga 58' - Zenjov 90+3' | Report (FIFA) Report (UEFA) |         |

| Belarus | 0–2                         | Cộng hòa Séc              |
| ------- | --------------------------- | ------------------------- |
|         | Report (FIFA) Report (UEFA) | - Schick 22' - Hložek 65' |

| Estonia | 0–1                         | Wales       |
| ------- | --------------------------- | ----------- |
|         | Report (FIFA) Report (UEFA) | - Moore 12' |

| Bỉ                                           | 3–1                         | Estonia     |
| -------------------------------------------- | --------------------------- | ----------- |
| - Benteke 11' - Carrasco 53' - T. Hazard 74' | Report (FIFA) Report (UEFA) | - Sorga 70' |

| Wales                                                                       | 5–1                         | Belarus         |
| --------------------------------------------------------------------------- | --------------------------- | --------------- |
| - Ramsey 3', 50' (ph.đ.) - N. Williams 20' - B. Davies 77' - C. Roberts 89' | Report (FIFA) Report (UEFA) | - Kontsevoy 87' |

| Cộng hòa Séc              | 2–0                         | Estonia |
| ------------------------- | --------------------------- | ------- |
| - Brabec 59' - Sýkora 85' | Report (FIFA) Report (UEFA) |         |

| Wales       | 1–1                         | Bỉ              |
| ----------- | --------------------------- | --------------- |
| - Moore 32' | Report (FIFA) Report (UEFA) | - De Bruyne 12' |

## Danh sách cầu thủ ghi bàn
Đã có 69 bàn thắng ghi được trong 20 trận đấu, trung bình 3.45 bàn thắng mỗi trận đấu.
5 bàn thắng
- Romelu Lukaku

3 bàn thắng
- Vitaly Lisakovich
- Hans Vanaken
- Tomáš Souček
- Henri Anier
- Erik Sorga
- Gareth Bale
- Aaron Ramsey

2 bàn thắng
- Christian Benteke
- Kevin De Bruyne
- Thorgan Hazard
- Dennis Praet
- Leandro Trossard
- Antonín Barák
- Patrik Schick
- Daniel James
- Kieffer Moore

1 bàn thắng
- Yury Kendysh
- Artem Kontsevoy
- Pavel Savitski
- Pavel Sedko
- Michy Batshuayi
- Yannick Carrasco
- Jérémy Doku
- Thomas Foket
- Eden Hazard
- Alexis Saelemaekers
- Axel Witsel
- Jakub Brabec
- Adam Hložek
- Jakub Jankto
- Jakub Pešek
- Lukáš Provod
- Jan Sýkora
- Mattias Käit
- Rauno Sappinen
- Sergei Zenjov
- Ben Davies
- Connor Roberts
- Neco Williams
- Harry Wilson

1 bàn phản lưới nhà
- Danny Ward (trong trận gặp Cộng hòa Séc)

## Án treo giò
Một cầu thủ sẽ bị treo giò ở trận đấu tiếp theo nếu phạm các lỗi sau đây:
- Nhận thẻ đỏ (Án phạt vì thẻ đỏ có thể được tăng lên nếu phạm lỗi nghiêm trọng)
- Nhận 2 thẻ vàng ở 2 trận đấu khác nhau (Án phạt vì thẻ vàng được áp dụng đến vòng play-offs, nhưng không áp dụng ở vòng chung kết hay những trận đấu quốc tế khác trong tương lai)

| Team         | Player            | Offence(s)                                                                 | Suspended for match(es)          |
| ------------ | ----------------- | -------------------------------------------------------------------------- | -------------------------------- |
| Belarus      | Artyom Bykov      | v Wales (5 tháng 9 năm 2021) · v Cộng hòa Séc (11 tháng 10 năm 2021)       | v Wales (13 tháng 11 năm 2021)   |
| Belarus      | Max Ebong         | v Cộng hòa Séc (2 tháng 9 năm 2021) · v Bỉ (8 tháng 9 năm 2021)            | v Estonia (8 tháng 10 năm 2021)  |
| Bỉ           | Romelu Lukaku     | v Estonia (2 tháng 9 năm 2021) · v Cộng hòa Séc (5 tháng 9 năm 2021)       | v Belarus (8 tháng 9 năm 2021)   |
| Bỉ           | Jan Vertonghen    | v Cộng hòa Séc (27 tháng 3 năm 2021) · v Cộng hòa Séc (5 tháng 9 năm 2021) | v Belarus (8 tháng 9 năm 2021)   |
| Cộng hòa Séc | Antonín Barák     | v Bỉ (5 tháng 9 năm 2021) · v Wales (8 tháng 10 năm 2021)                  | v Belarus (11 tháng 10 năm 2021) |
| Cộng hòa Séc | Patrik Schick     | v Wales (30 tháng 3 năm 2021)                                              | v Belarus (2 tháng 9 năm 2021)   |
| Estonia      | Henri Anier       | v Belarus (27 tháng 3 năm 2021) · v Belarus (8 tháng 10 năm2021)           | v Wales (11 tháng 10 năm 2021)   |
| Estonia      | Vladislav Kreida  | v Wales (8 tháng 9 năm 2021) · v Belarus (8 tháng 10 năm 2021)             | v Wales (11 tháng 10 năm 2021)   |
| Estonia      | Märten Kuusk      | v Belarus (27 tháng 3 năm 2021) · v Wales (11 tháng 10 năm 2021)           | v Bỉ (13 tháng 11 năm 2021)      |
| Estonia      | Karl Rudolf Õigus | v Belarus (27 tháng 3 năm 2021)                                            | v Bỉ (2 tháng 9 năm 2021)        |
| Wales        | Ethan Ampadu      | v Cộng hòa Séc (8 tháng 10 năm 2021) · v Belarus (13 tháng 11 năm 2021)    | v Bỉ (16 tháng 11 năm 2021)      |
| Wales        | Kieffer Moore     | v Cộng hòa Séc (8 tháng 10 năm 2021) · v Estonia (11 tháng 10 năm 2021)    | v Belarus (13 tháng 11 năm 2021) |
| Wales        | Connor Roberts    | v Wales (30 tháng 3 năm 2021)                                              | v Belarus (5 tháng 9 năm 2021)   |
| Wales        | Harry Wilson      | v Đan Mạch tại UEFA Euro 2020 (26 tháng 6 năm 2021)                        | v Belarus (5 tháng 9 năm 2021)   |